# Jimmie Davis
James Houston "Jimmie" Davis, född 11 september 1899 i Jackson Parish, Louisiana, död 5 november 2000 i Baton Rouge, Louisiana, var en amerikansk politiker tillhörig det Demokratiska partiet och countrysångare. Han var Louisianas guvernör 1944–1948 och 1960–1964.

## Utbildning och musikkarriär
Davis utexaminerades 1924 från Louisiana College och avlade 1927 masterexamen vid Louisiana State University. Redan under studietiden var Davis verksam som musiker. Efter studierna undervisade han i historia och statsvetenskap vid Dodd College i Shreveport. År 1929 fick han skivkontrakt med Victor Records. Davis experimenterade i början med olika musikstilar från jazz till blues. Sin egen stil fann han sedan som countrysångare med inslag av western swing. Höjden av sin musikkarriär nådde Davis under sin långa period hos Decca. Från de åren härstammar hans hits "Nobody's Darling but Mine", "Sweethearts or Strangers", "Shackles and Chains", "Where the Old Red River Flows" och "You Are My Sunshine". På 1950-talet spelade han dessutom in flera gospellåtar. År 1972 valdes han in i Country Music Hall of Fame. Senare har han dessutom postumt valts in i Louisiana Music Hall of Fame.  Han spelade sig själv i filmen Louisiana från 1947.

## Politisk karriär
Under sin första guvernörsperiod belönade han de konservativa politiker som hade motsatt sig Huey Longs progressiva regim. Han var ofta frånvarande för att spela in musikfilmer i Hollywood. Under sin andra guvernörsperiod arbetade han för att behålla rassegregationen i Louisiana. Han fick stöd av de vita fackföreningarna och många ur den vita arbetarklassen i städerna röstade på honom.

## Diskografi (urval)
Album
- 1954 – Jimmie Davis Sings His Favorite Gospel Songs (med Anita Kerr Singers)
- 1955 – Near The Cross
- 1959 – You Are My Sunshine
- 1959 – Suppertime
- 1967 – Going Home For Christmas
- 1969 – Let Me Walk With Jesus
- 1972 – Memories Coming Home
- 2007 – Midnight Blues 1929-1933 (samlingsalbum)

Singlar (topp 15 på Billboard Hot Country Songs)
- 1944 – "Is It Too Late Now" (#3)
- 1944 – "There's a Chill on the Hill Tonight" (#4)
- 1945 – "There's a New Moon Over My Shoulder" (#1)
- 1946 – "Grievin' My Heart Out for You" (#4)
- 1947 – "Bang Bang" (#4)
- 1962 – "Where the Old Red River Flows" (#15)